# (2254) Requiem
(2254) Requiem est un astéroïde de la ceinture principale.

## Description
(2254) Requiem est un astéroïde de la ceinture principale. Il fut découvert le 19 août 1977 à Naoutchnyï par Nikolaï Tchernykh. Il présente une orbite caractérisée par un demi-grand axe de 2,34 UA, une excentricité de 0,15 et une inclinaison de 5,0° par rapport à l'écliptique.

## Compléments